# Joanna Patyra
Joanna Bożena Patyra z domu Biedul (ur. 30 października 1930 w Warszawie, zm. 8 października 2013 w Bartoszycach) – polska krawcowa i rolniczka, poseł na Sejm PRL V kadencji.

## Życiorys
Córka Mariana i Władysławy z domu Muszyńskiej. Uzyskała wykształcenie zasadnicze zawodowe, z zawodu krawcowa. Prowadziła własne gospodarstwo rolne. W 1969 uzyskała mandat posła na Sejm PRL w okręgu Bartoszyce z ramienia Zjednoczonego Stronnictwa Ludowego, zasiadała w Komisji Przemysłu Ciężkiego, Chemicznego i Górnictwa.